# آلیشیا فوئنتس
آلیشیا فوئنتس (انگلیسی: Alicia Fuentes؛ زادهٔ ۲۷ مهٔ ۱۹۷۸) بازیکن فوتبال اهل اسپانیا است.
از باشگاه‌هایی که در آن بازی کرده‌است می‌توان به باشگاه فوتبال زنان بارسلونا اشاره کرد.
وی همچنین در تیم ملی فوتبال زنان اسپانیا بازی کرده‌است.